# مارتا كازماريك
مارتا كازماريك (بالإنجليزية: Marta Kaczmarek)‏ هي ممثلة أسترالية، ولدت في 24 أبريل 1955 في Krasnystaw ‏ في بولندا.

## أعمال

### أفلام
- ريكي ستانيكي (2024)

## وصلات خارجية
- مارتا كازماريك على موقع IMDb (الإنجليزية)
- مارتا كازماريك على موقع قاعدة بيانات الفيلم (الإنجليزية)